# Флориан Гребницкий
Флориан Гребницкий (пол. Florian Hrebnicki; ок. 1683 — 18 июля 1762) — митрополит Киевский, Галицкий и всея Руси, предстоятель Униатской церкви.

## Биография
Родом из мелкой шляхты Полоцкого воеводства. Отец его был скарбником (казначеем) Витебского воеводства. В 1699 году вступил в монашеский орден василиан. Окончил католическую духовную коллегию в Вильне, где в 1707 году получил степень магистра философии, а 1710 — доктора богословия. До 1712 года — преподаватель философии в Жировицком монастыре, затем проповедовал в Полоцке, был настоятелем в Витебске и Вильно.
В 1716 году стал униатским епископом Витебска, а 1717 — полоцким архиепископом. Участник Замойского собора (1720), четвёртым, как и следовало ему по рангу, подписал его решения.
В 1727—1730 годы побывал в Риме, где познакомился с кардиналом Ламбертини, ставшим в 1740 году папой римским Бенедиктом XIV, который назначил Гребницкого ассистентом папского трона.
Заботился об образовании клира, опекал униатские святыни. Усилиями Флориана в 1738—1750 годы в Полоцке был восстановлен и перестроен разрушенный в ходе Северной войны (1700—1721) Софийский собор. Архиепископ Флориан (Гребницкий) сыграл важную роль в изменении сакральной архитектуры ВКЛ, кроме Софийского собора, им было перестроено за счет собственных средств несколько наиболее значительных святынь на территории полоцкой епархии (кафедральный собор и церковь св. Николая в Вильно).
С 16 декабря 1748 г. и до конца своей жизни занимал киевскую униатскую митрополичью кафедру.
Активный сторонник Брестской церковной унии. Осуществлял конфессиональную политику, направленную на распространение унии среди украинцев и белорусов, а также на недопущение перехода униатов в латинский обряд. Написал по этому вопросу немало протестов на имя короля и прошений в апостольскую столицу.
Требовал религиозной свободы для униатов в Российской империи.
В 1754 году, после смерти епископа Иеронима (Волчанского), безуспешно пытался закрепить за униатской церковью Могилевскую православную епископию. При поддержке папы римского Бенедикта ХІV противился назначению нового православного епископа Георгия (Конисского) на новосозданную Могилевскую епархию. Неоднократно обращался с этим вопросом в Варшаву и Рим. Однако, король Август III, не желая ссориться с Петербургом, отказал Флориану.
Флориан (Гребницкий) умер в 1762 году в имении Струнье под Полоцком. Был похоронен в Полоцке в стене Софийского собора возле алтаря.